# Chanson douce (film)
Pour les articles homonymes, voir Chanson douce (homonymie).
Pour plus de détails, voir Fiche technique et Distribution.
Chanson douce est un film français co-écrit et réalisé par Lucie Borleteau, sorti en 2019.
Il s'agit d'une adaptation du roman du même nom de Leïla Slimani, qui est largement inspiré de l'affaire Yoselyn Ortega, fait divers tragique qui s'est déroulé à New-York en 2012.

## Synopsis
Myriam, mère de deux enfants, décide de reprendre son emploi au sein d'un cabinet d'avocats, contre l'avis de son mari. Le couple se met malgré tout à la recherche d'une nourrice. Après l'audition de quelques personnes, ils engagent finalement Louise. Celle-ci va très vite se faire apprécier des enfants et va progressivement occuper une place centrale, voire dérangeante, au sein de la famille.

## Fiche technique
- Titre original : Chanson douce
- Réalisation : Lucie Borleteau
- Scénario : Lucie Borleteau, Jérémie Elkaïm et Maïwenn d'après le roman Chanson douce de Leïla Slimani
- Décors : Samuel Deshors
- Costumes : Dorothée Guiraud
- Photographie : Alexis Kavyrchine
- Montage : Laurence Briaud
- Musique : Pierre Desprats
- Production : Pascal Caucheteux, Nathalie Gastaldo, Philippe Godeau et Grégoire Sorlat
- Sociétés de production : Why Not Productions et Pan-Européenne, avec la participation de Canal+, Ciné+ et France 3 Cinéma, en association avec les SOFICA Cinémage 13 et Indéfilms 7
- Société de distribution : Studio Canal (France)
- Budget : n/a
- Pays d'origine :  France
- Langue originale : français
- Format : couleur
- Genre : drame
- Durée : 100 minutes
- Date de sortie :
  - France, Belgique, Suisse romande : 27 novembre 2019

## Distribution
- Karin Viard : Louise
- Leïla Bekhti : Myriam
- Antoine Reinartz : Paul
- Noëlle Renaude : Sylvie, la mère de Paul
- Assya Da Silva : Mila
- Rehab Mehal : Wafa
- Laure Giappiconi : l'institutrice
- Claire Dumas : la boulangère
- Sarah Suco : amie au dîner
- Guilhem Amesland : ami au dîner
- Jérémie Elkaïm : ami au dîner
- Thomas De Pourquery : ami à la fête
- Thomas Scimeca : ami à la fête
- Edward Perraud : ami à la fête
- Céline Fuhrer : amie à la fête
- Valentine Carette : amie à la fête
- Ange Chargé : ami à la fête
- Léo Blandino : le magicien
- Robert Cantarella : le père de Paul
- Garbo Pecorari : Alphonse
- Martine Chevallier : la dame du parc
- Barnabé Perrotey : l'homme de la rue

## Critiques
Le film reçoit des critiques plus ou moins bonnes de la part de la presse et obtient la moyenne de 3,2/5 sur Allociné.
Le Parisien a beaucoup aimé le film : « « Chanson douce » est sans doute ce que l'on peut faire de mieux en matière de fidélité d'adaptation. Et même si le scénario s'offre une ou deux libertés, elles ne font que servir la complexité du personnage de Louise. »
Libération n'a pas du tout apprécié que le film ne soit qu'une simple adaptation du livre : « le film donne plutôt l’impression de tracer le portrait sans équivoque d’une nourrice sociopathe, et tend souvent la joue au ridicule. »

## Distinction

### Nomination
- César 2020 : César de la meilleure actrice pour Karin Viard